# Frederick D’Souza
Frederick D’Souza (ur. 4 grudnia 1934 w Siddakatte, zm. 12 lipca 2016) – indyjski duchowny katolicki, biskup Jhansi 1977-2012.

## Życiorys
Święcenia kapłańskie otrzymał 1 stycznia 1961.
4 marca 1977 papież Paweł VI mianował go biskupem diecezjalnym Jhansi. 25 kwietnia 1977 z rąk arcybiskupa Dominica Athaide przyjął sakrę biskupią. 31 października 2012 ze względu na wiek na ręce papieża Benedykta XVI złożył rezygnację z zajmowanej funkcji.
Zmarł 12 lipca 2016.